# FC Pinzgau Saalfelden
Der FC Pinzgau Saalfelden ist ein österreichischer Fußballverein aus dem salzburgischen Saalfelden. Der Verein spielt seit der Saison 2022/23 in der Regionalliga West.

## Geschichte
Der FC Pinzgau Saalfelden wurde am  23. Mai 2007 gegründet und ging aus den beiden Vereinen 1. Saalfeldner SK und ESV Saalfelden hervor. Von 2004 bis 2007 nahmen die beiden Vereine in einer Spielgemeinschaft als SG Saalfelden an der Meisterschaft teil. Bereits im ersten Jahr 2005 konnte der Aufstieg in die Salzburger Landesliga geschafft werden. Neben Legionären aus Ungarn, Unterberger (Maishofen), Mühlbacher (Hochfilzen) setzte sich der Kader aus Eigenbauspielern zusammen.
Neben der Kampfmannschaft, die derzeit in der Regionalliga West spielt, nimmt auch noch eine zweite Mannschaft, FC Pinzgau Saalfelden II, am Meisterschaftsbetrieb teil. Die Zweite Mannschaft spielt derzeit in der 2. Landesliga Süd. In der Saison 2012/13 belegte der Verein den letzten Platz der Regionalliga West und musste in die Salzburger Liga absteigen. In der Folgesaison 2013/14 gelang der direkte Wiederaufstieg.

### 1. Saalfeldner SK
Der 1. Saalfeldner SK wurde am 20. Mai 1947 mit den Vereinsfarben Gelb-Blau gegründet und hatte von 1953 bis 1959 mit der zweitklassigen Tauernliga in der damals höchsten Amateurliga gespielt. Der Klub brachte unter anderem die späteren Nationalspieler Franz Bacher, Wolfgang Feiersinger sowie Péter Orosz und Christoph Schösswendter, der im Jänner 2008 zum österreichischen Rekordmeister SK Rapid Wien wechselte, hervor.

### ESV Saalfelden
Der ursprünglich kleinere im Jahre 1952 gegründete ESV Saalfelden spielte mit Unterbrechung zwischen 1990 und 1998 mit der drittklassigen Regionalliga West in der seinerzeit höchsten Amateurspielklasse. Dabei konnte der Verein auch 1996/97 in der dritten Runde des ÖFB-Cups den SV Austria Salzburg als Gegner ziehen, unterlag aber am 28. September 1996 0:5.

Vereinslogo des 1. Saalfeldner SK
Logo FC Pinzgau von 2007 bis 2010

## Erfolge
- 2× Meister Salzburger Liga (Aufstieg in die Regionalliga West): 2010/11, 2013/14
- 2× Sieger SFV-Cup: 2023/24, 2024/25